# Janovska

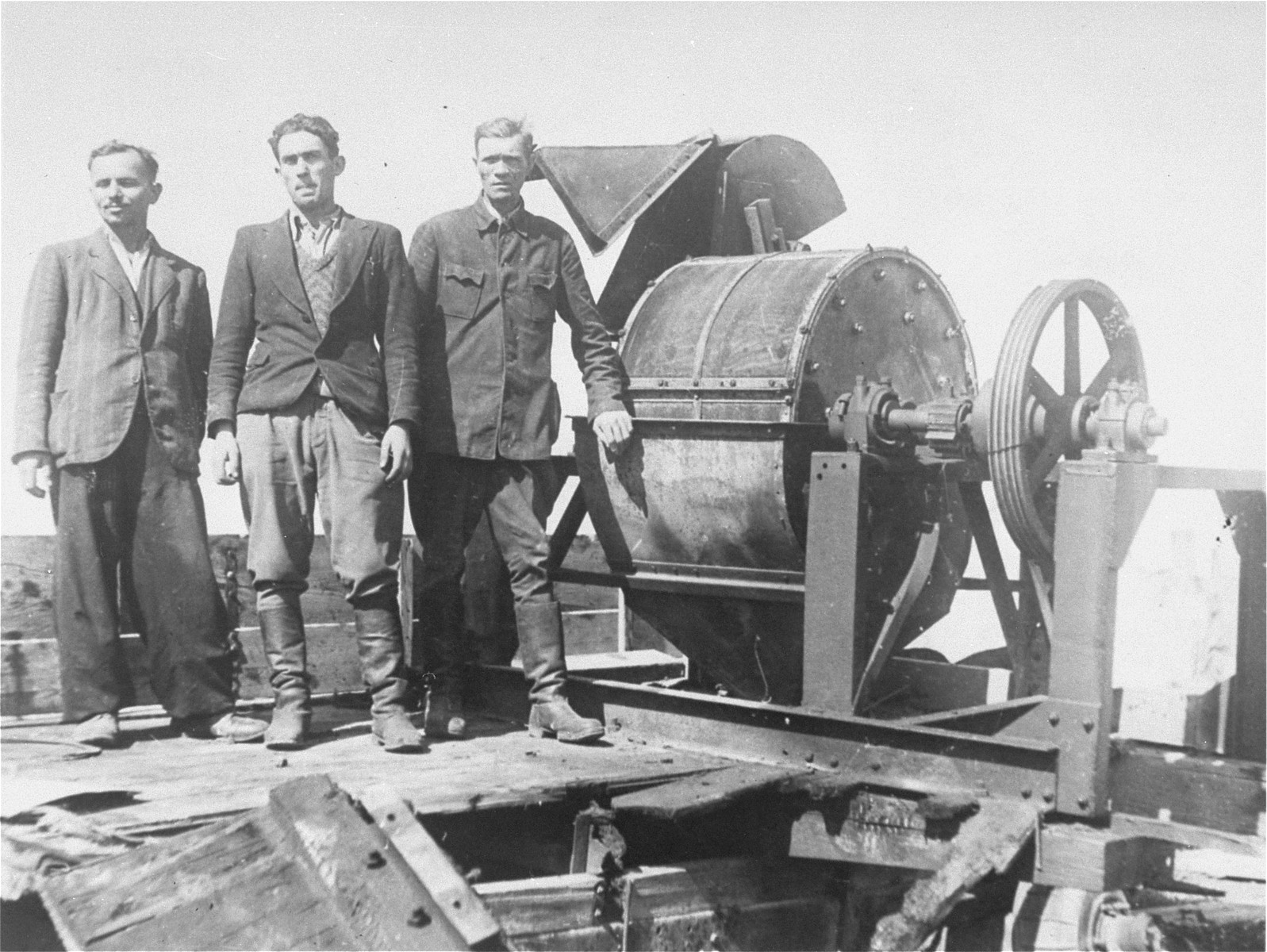
Medlemmar ur Sonderkommando 1005 bredvid en benkrossningsmaskin i Janovska.

Janovska var ett nazistiskt tvångsarbets- och koncentrationsläger i utkanten av Lviv (Lemberg) från september 1941 till november 1943.

## Historia
Janovska-lägret uppfördes i september 1941 i Lvivs nordvästra utkant. Judar tvångsrekryterades att arbeta inom snickeri och metallarbete. Månaden därpå inrättades även ett koncentrationsläger. Tusentals judar från Lvivs getto tvingades arbeta som slavarbetare i detta läger. När Lvivs getto likviderades av nazisterna, fördes arbetsförmögna judar till Janovska, medan de övriga deporterades till Bełżec för gasning. Koncentrationslägret vaktades av en Sonderdienstbataljon av SS-utbildat vaktmanskap, kallade "Trawnikimän".
Förutom att vara ett tvångsarbetsläger för judar var Janovska ett transitläger (Durchgangslager Janowska) för de polska judar som skulle deporteras till förintelselägren. Judarna genomgick i Janovska en urvalsprocess som liknade den som användes i Auschwitz-Birkenau och Majdanek. De som ansågs arbetsdugliga fick stanna i Janovska för tvångsarbete. De flesta bedömdes dock ej arbetsdugliga och deporterades till Bełżec eller sköts i Piaski-ravinen, belägen strax norr om lägret. Under sommaren och hösten 1942 blev tusentals judar (främst från Lvivs getto) deporterade till Janovska och dödade i Piaski-ravinen.
Simon Wiesenthal och hans hustru Cyla var fångar i Janovska.

## Kommendanter
- 1941–1942: Fritz Gebauer
- 1942–1943: Gustav Willhaus
- 1943: Friedrich Warzok